# Бетарч (комуна)
Бетарч (рум. Bătarci) — комуна у повіті Сату-Маре в Румунії. До складу комуни входять такі села (дані про населення за 2002 рік):
- Бетарч (2107 осіб) — адміністративний центр комуни
- Комлеуша (836 осіб)
- Темешень (468 осіб)
- Ширлеу (330 осіб)

Комуна розташована на відстані 459 км на північний захід від Бухареста, 33 км на північний схід від Сату-Маре, 143 км на північ від Клуж-Напоки.

## Населення
За даними перепису населення 2002 року у комуні проживала 3741 особа.
Національний склад населення комуни:
| Національність   | Кількість осіб | Відсоток |
| ---------------- | -------------- | -------- |
| румуни           | 3344           | 89,4%    |
| угорці           | 396            | 10,6%    |
| росіяни-липовани | 1              | < 0,1%   |

Рідною мовою назвали:
| Мова      | Кількість осіб | Відсоток |
| --------- | -------------- | -------- |
| румунська | 3341           | 89,3%    |
| угорська  | 399            | 10,7%    |
| російська | 1              | < 0,1%   |

Склад населення комуни за віросповіданням:
| Релігія        | Кількість осіб | Відсоток |
| -------------- | -------------- | -------- |
| православні    | 3241           | 86,6%    |
| реформати      | 366            | 9,8%     |
| п'ятдесятники  | 59             | 1,6%     |
| римо-католики  | 17             | 0,5%     |
| греко-католики | 13             | 0,3%     |
| унітарії       | 1              | < 0,1%   |